# Martlet (Wappentier)

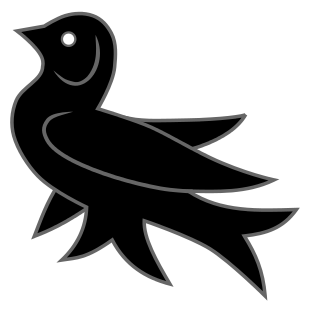
Schwarzer Martlet als Grundform

Der Martlet (engl. martelet = schwalbenähnlicher Vogel ohne Beine) ist in der englischen Heraldik eine Wappenfigur und als Wappentier ein Fantasiewesen.
Dargestellt wird eine gestümmelte Mehlschwalbe, nach Siebmachers Wappenbuch eine „Seeschwalbe“, deren Füße durch Federbüschel ersetzt sind. Die Figur ist vergleichbar mit der Merlette, einer gestümmelten Amsel, und der Canette, der mehr oder weniger gestümmelten Ente.
Diese Wappenfigur Martlet wird überwiegend als Beizeichen verwendet. Es wird die vierte Generation angezeigt.
Alle heraldischen Farben sind möglich. Die Wappenfigur kann auch in Wappen wenig bis gar nicht stilisiert vorkommen; sie ist dann eine Schwalbe mit langen, oft angelegten Flügeln im Schild und ähnelt dem natürlichen Vorbild.

Beispiele
Andrew Harclay, 1. Earl of Carlisle
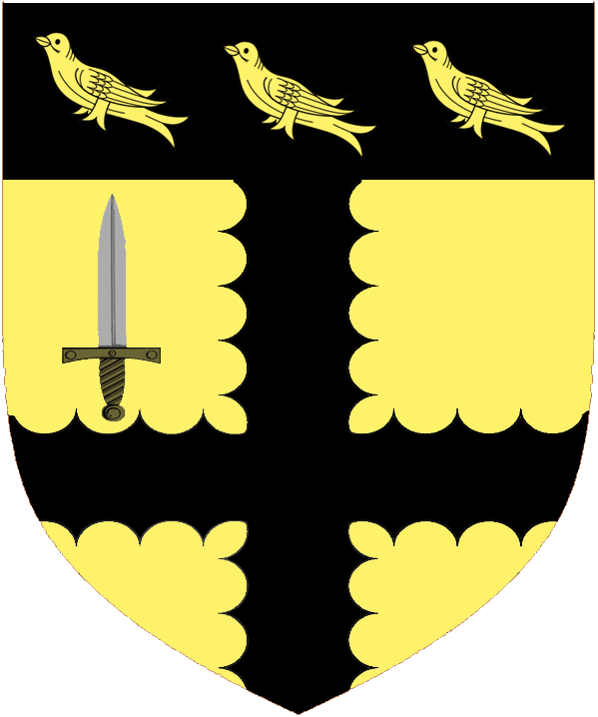
Wenig stilisierter Martlet